# Quercus phillyraeoides
Quercus phillyraeoides es una especie de plantas de la familia de las fagáceas.

## Uso
Los japoneses utilizan el Quercus phillyraeoides para producir binchōtan, una variedad tradicional de carbón activado vegetal.